# 志戸呂焼

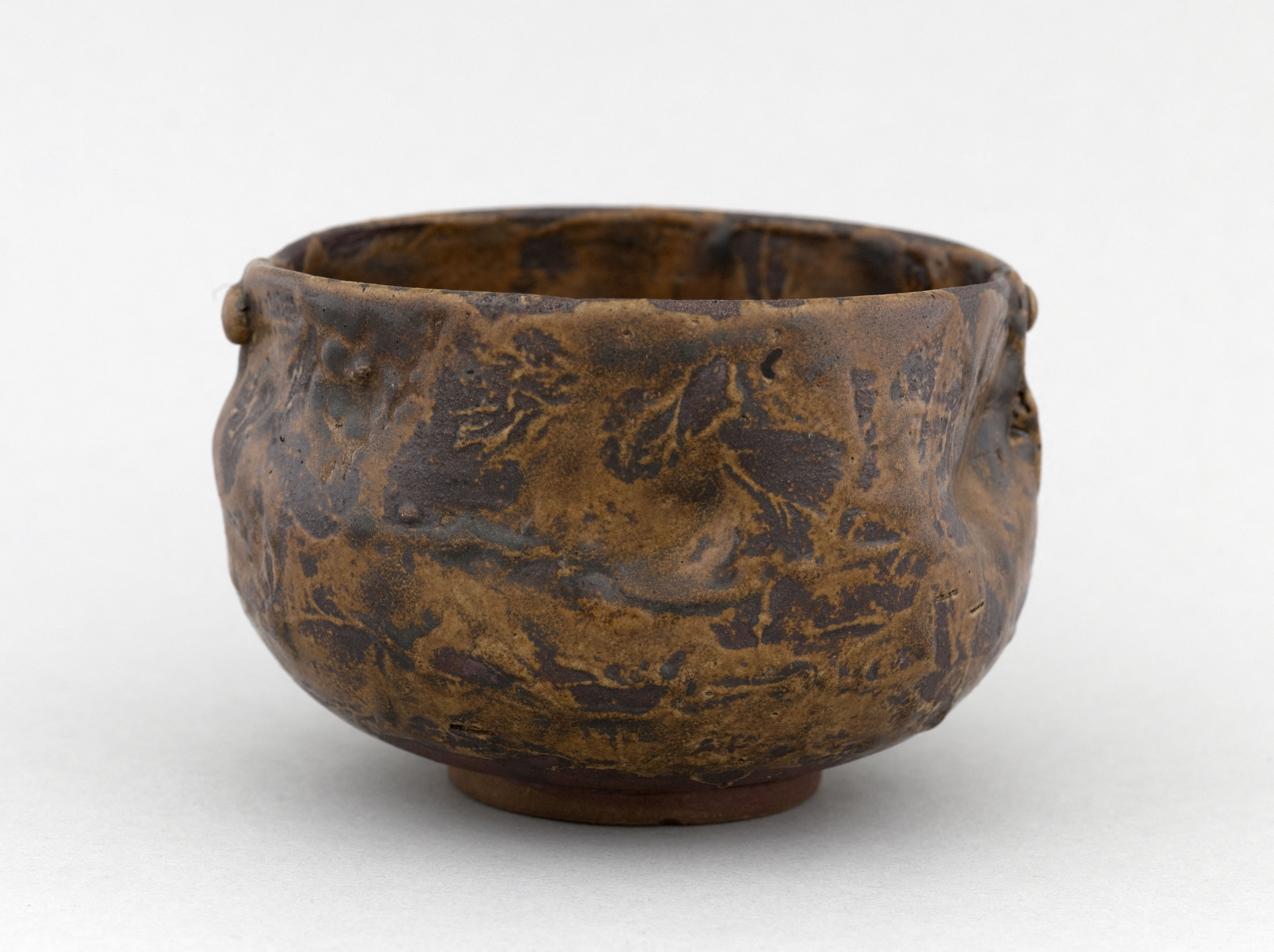
チェルヌスキ美術館蔵

志戸呂焼（しとろやき）は、静岡県島田市金谷（旧金谷町）で焼かれる陶器。
歴史は室町時代に遡るとされるが、大永年間成立説や瀬戸陶工成立説、慶長年間成立説など様々な説がある。ただし、いずれの説も古窯跡の実態と合致しないため定説はない。志戸呂焼の名前は、西金谷の宿一帯が志戸呂郷と呼ばれたことに由来する。
志戸呂焼は大きく3期に分けられる。第1期は15世紀後半で鉄釉や灰釉による天目茶碗や水注などが作られ、第2期は16世紀後半で筒茶碗、徳利、香炉、小皿などが作られ、第3期は17世紀前半から明治時代までで、黒釉を用いた壺、甕、碗、皿などが作られた。徳川家康から朱印状が授けられ、特産品として奨励されるなど、着実に成長していった。なかでも志戸呂焼の名が世に轟くようになったのは、小堀政一（遠州）が目を付け、遠州七窯の一つに数えられるようになってからである。
志戸呂焼は、褐色または黒釉を使った素朴な釉調が特徴である。また、鉄分が多くて堅く焼けるため、茶壺に最適とされる。現代でも抹茶や煎茶用の茶器が作られる。名器と呼ばれる壺の裏には「祖母懐」や「姥懐」の刻銘がある。